# Protesty v Íránu (2017–2018)

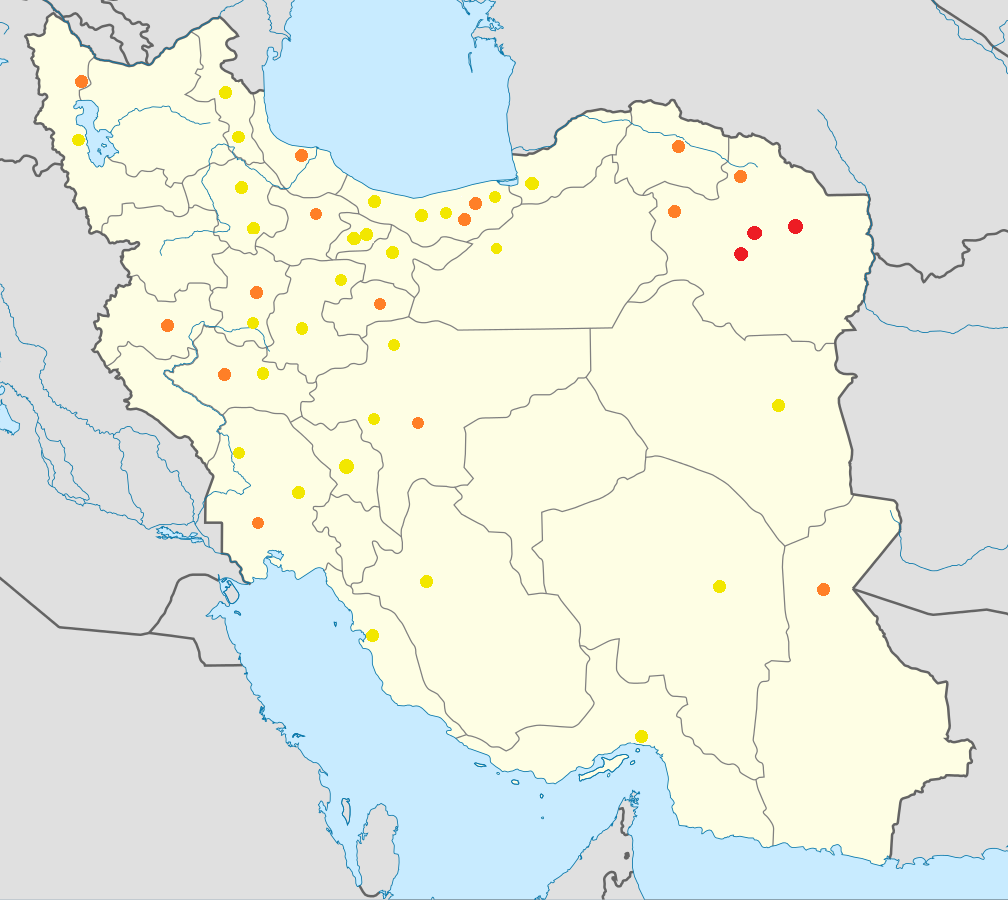
Mapa íránských měst v nichž proběhly demonstrace ve dnech 28. až 30. prosince 2017

Protesty v Íránu (2017–2018) (persky تظاهرات ۱۳۹۶ ایران) byla série protivládních protestů, které od konce prosince 2017 probíhaly v desítkách íránských měst. První protest proběhl 28. prosince 2017 v Mašhadu, druhém největším městě země. Hlavním tématem byla nespokojenost demonstrantů s ekonomickou politikou íránské vlády, růstem cen a nezaměstnanosti. Později se při protestech objevily i výzvy k návratu dynastie Pahlaví a požadavky na odstoupení vládnoucího duchovního vůdce. Do 2. ledna 2018 bylo v průběhu demonstrací zabito 21 účastníků demonstrací, uvězněno bylo dalších 450 lidí. Jednalo se o největší protesty na území Íránu od prezidentských voleb v roce 2009.
Demonstrace se v závěru roku 2017 rozšířily z Mašhadu do dalších měst Íránu: Teheránu, Níšápúru, Kášánu, Kermánu, Kermánšáhu Jazdu, Orumíje, Záhedánu, Gorgán Zandžánu, Chorramábádu, Šírázu, Šahr-e Kord, Sárí Hamadánu, Kazvínu, Ardabílu, Bandar Abbásu, Aráku, Isfahánu, Raštu a mnoha dalších.
Množství demonstrujících napříč zemí při protestech skandovalo slogany velebící panovníky dynastie Pahlaví, svržené islámskou revolucí roku 1979, především prvního šáha z dynastie Rezá Pahlavího („Šáhu Rezo, ať žije tvá památka!, Šáhu Rezo, promiň!, Šáhu, vrať se.“). Protestující také skandovali hesla oslavující jeho syna šáha Muhammada Rezá Pahlavího svrženého v roce 1979 a posledního korunního prince Rezá Pahlavího. Naopak faktickému vládci země protestující vzkázali, aby i s teokratickou vládou odstoupil.